# Decorsella paradoxa
Decorsella paradoxa är en violväxtart som beskrevs av Auguste Jean Baptiste Chevalier. Decorsella paradoxa ingår i släktet Decorsella och familjen violväxter. Inga underarter finns listade i Catalogue of Life.